# Unione Sportiva Cremonese 1914-1915
Questa voce raccoglie le informazioni riguardanti l'Unione Sportiva Cremonese nelle competizioni ufficiali della stagione 1914-1915.

## Stagione
La Cremonese ha esordito nella massima serie e disputato il campionato di Prima Categoria nel girone E, piazzandosi al quarto posto in classifica. La novità della stagione 1914-1915 è l'adozione dei colori grigiorossi. Il "battesimo" con la nuova maglia avviene al campo di via San Rocco il 20 settembre 1914 in una partita amichevole persa (1-5) contro il Vicenza. Il 1º novembre 1914 nell'ultima di andata la Cremonese ospita l'Inter, troppo forte vincerà (1-5), per l'occasione vi è un pubblico strabocchevole, la tribuna costava lire 1,50, primi posti una lira, popolari 50 centesimi.

## Rosa
| N. |                   | Ruolo | Calciatore           |
| -- | ----------------- | ----- | -------------------- |
|    | Italia (bandiera) | A     | Alberto Albertoni    |
|    | Italia (bandiera) | P     | Antonioli            |
|    | Italia (bandiera) | A     | Cristoforo Bignamini |
|    | Italia (bandiera) | C     | Bonassoli            |
|    | Italia (bandiera) | A     | Brusati              |
|    | Italia (bandiera) | C     | Cighetti             |
|    | Italia (bandiera) | A     | Guido Costa          |
|    | Italia (bandiera) | C     | Curtabili            |
|    | Italia (bandiera) | D     | De Vecchi            |
|    | Italia (bandiera) | A     | Italo Defendi        |

| N. |                   | Ruolo | Calciatore          |
| -- | ----------------- | ----- | ------------------- |
|    | Italia (bandiera) | D     | Giovanni Lanfritto  |
|    | Italia (bandiera) |       | Cista               |
|    | Italia (bandiera) | C     | Piero Lombardi      |
|    | Italia (bandiera) | D     | Mainardi            |
|    | Italia (bandiera) | A     | Reggiani            |
|    | Italia (bandiera) | D     | Secondo Talamazzini |
|    | Italia (bandiera) | D     | Tedesco             |
|    | Italia (bandiera) | A     | Attilio Tornetti    |
|    | Italia (bandiera) | C     | Vai                 |
|    | Italia (bandiera) | P     | Giovanni Zini       |

## Risultati

### Campionato di Prima Categoria

#### Girone E

##### Girone di andata
| Arbitro: | Masperi (Brescia) |

|                  |           |               |
| Dagradi 12’, 90’ | Marcatori | 56’ Albertoni |

| Arbitro: | Mauro (Milano) |

|                    |           |           |
| Albertoni 10’, 47’ | Marcatori | 88’ Torti |

| Arbitro: | Resegotti (Milano) |

|              |           |                         |
| Lombardi 13’ | Marcatori | 57’ Albonico 75’ Piazza |

| Arbitro: | Ambrosini (Bologna) |

|  |           |               |
|  | Marcatori | 12’ Albertoni |

| Arbitro: | Franziosi (Milano) |

|             |           |                                                |
| Defendi 69’ | Marcatori | 2’ Cevenini 15’, 20’, 73’ Agradi 25’ Scheidler |

##### Girone di ritorno
| Arbitro: | Malvano (Torino) |

|                                                       |           |                                                       |
| Albertoni 17’, 46’ Lombardi 50’, 60’ Burba 70’ (aut.) | Marcatori | 1’ (rig.), 72’ (rig.) Cavallini 77’ Burba 80’ Carrara |

| Arbitro: | Laugeri (Torino) |

|                           |           |  |
| Ceresoli 21’ Pizzi II 25’ | Marcatori |  |

| Arbitro: | Scamoni (Torino) |

|             |           |  |
| Provera 78’ | Marcatori |  |

| Arbitro: | Comazzi (Milano) |

|                                      |           |                           |
| Albertoni 16’, 17’, 72’ Tornetti 73’ | Marcatori | 27’ Forlivesi 33’ Roberts |

| Arbitro: | Bianchi (Milano) |

|                                                               |           |  |
| Cevenini I 2’, 43’ Cevenini III 7’ Asti 15’ Agradi 32’ (rig.) | Marcatori |  |